# Västestvattnet
Västestvattnet är en sjö i Krokoms kommun i Jämtland och ingår i Indalsälvens huvudavrinningsområde. Sjön har en area på 0,168 kvadratkilometer och ligger 349,1 meter över havet.

## Delavrinningsområde
Västestvattnet ingår i det delavrinningsområde (708129-145755) som SMHI kallar för Utloppet av Västest-Vitvattnet. Medelhöjden är 360 meter över havet och ytan är 2,14 kvadratkilometer. Räknas de 6 avrinningsområdena uppströms in blir den ackumulerade arean 24,7 kvadratkilometer. Vattendraget som avvattnar avrinningsområdet har biflödesordning 3, vilket innebär att vattnet flödar genom totalt 3 vattendrag innan det når havet efter 253 kilometer. Avrinningsområdet består mestadels av skog (42 procent) och sankmarker (23 procent). Avrinningsområdet har 0,17 kvadratkilometer vattenytor vilket ger det en sjöprocent på 7,9 procent.